# 195 Eurykleia
195 Eurykleia је астероид главног астероидног појаса. Приближан пречник астероида је 85,71 km,
а средња удаљеност астероида од Сунца износи 2,877 астрономских јединица (АЈ).
Инклинација (нагиб) орбите у односу на раван еклиптике је 6,966 степени, а орбитални период износи 1783,149 дана (4,881 године). Ексцентрицитет орбите астероида износи 0,042.
Апсолутна магнитуда астероида износи 9,01 а геометријски албедо 0,059.
Астероид је откривен 19. априла 1879. године.